# 苻敷
苻敷（?—?），是十六国前秦宗室，是苻法的儿子。
苻法被苻坚之母苟夫人猜忌，二人在东堂诀别、失声痛哭，以致口吐鲜血。苻法死后谥号为献哀公，苻法之子苻阳被封为东海公，苻敷被封为清河公。